# Liste der Naturschutzgebiete im Kreis Siegen-Wittgenstein
Die Liste der Naturschutzgebiete im Kreis Siegen-Wittgenstein enthält die Naturschutzgebiete des Landkreises Kreis Siegen-Wittgenstein in Nordrhein-Westfalen.

## Liste
| Schlüsselnr. | Gemeinde      | Gebietsname                                     | Fläche in ha | Bild                                                       |
| ------------ | ------------- | ----------------------------------------------- | ------------ | ---------------------------------------------------------- |
| SI-004       | Bad Berleburg | Auf dem Gebrannten                              | 1,7673       |                                                            |
| SI-005       | Bad Berleburg | Großer Keller                                   | 2,0264       |                                                            |
| SI-008       | Bad Berleburg | Am Kerstall                                     | 2,3896       |                                                            |
| SI-031       | Bad Berleburg | Grubengelände Hörre                             | 10,0956      |                                                            |
| SI-038       | Bad Berleburg | Finkental und Magergrünland bei Didoll          | 36,2096      |                                                            |
| SI-041       | Bad Berleburg | Ehemaliger Schiefersteinbruch Fredlar           | 7,3556       |                                                            |
| SI-070       | Bad Berleburg | Kautzwiese und Großes Schimmelchen              | 19,8296      |                                                            |
| SI-088       | Bad Berleburg | Buchenwälder und Wiesentäler bei Stünzel        | 477,9976     |                                                            |
| SI-089       | Bad Berleburg | Bergland Wittgenstein                           | 991          |                                                            |
| SI-091       | Bad Berleburg | Rothaarkamm am Grenzweg                         | 3839,9278    |                                                            |
| SI-092       | Bad Berleburg | Oberes Steinbachtal                             | 17,1801      |                                                            |
| SI-093       | Bad Berleburg | Schieferbergwerk Honert                         | 4,7973       |                                                            |
| SI-096       | Bad Berleburg | Eder, LP Bad Berleburg                          | 119          |                                                            |
| SI-020       | Bad Laasphe   | Dreisbachtal                                    | 7,4042       |                                                            |
| SI-021       | Bad Laasphe   | Sauerwiese und Oberndorfer Bruch                | 3,1046       |                                                            |
| SI-023       | Bad Laasphe   | Rüppershausen und Hermannsteg                   | 17,1283      |                                                            |
| SI-025       | Bad Laasphe   | Jägerwiese und Eltershausen                     | 26,2275      |                                                            |
| SI-027       | Bad Laasphe   | Langenbach                                      | 4,0277       |                                                            |
| SI-028       | Bad Laasphe   | Wahbachtal                                      | 29,0690      |                                                            |
| SI-029       | Bad Laasphe   | Großer Bohnstein                                | 4,5374       |                                                            |
| SI-097       | Bad Laasphe   | Buchenwälder und Wiesentäler Bad Laasphe        | 1230,1576    |                                                            |
| SI-098       | Bad Laasphe   | Silbergsrücken und Puderbachtal                 | 49,3675      |                                                            |
| SI-099       | Bad Laasphe   | Kirschwiesental                                 | 24,3732      |                                                            |
| SI-100       | Bad Laasphe   | Oberes Lahntal und Laaspher Rothaarkamm         | 173,8453     |                                                            |
| SI-101       | Bad Laasphe   | Bonnwiesen                                      | 6,3670       |                                                            |
| SI-102       | Bad Laasphe   | Hoher Stein                                     | 1,8900       |                                                            |
| SI-103       | Bad Laasphe   | Im Grund                                        | 4,3068       |                                                            |
| SI-003       | Burbach       | Weier- und Winterbach                           | 160,1130     |                                                            |
| SI-006       | Burbach       | Kleiner Stein                                   | 4,3501       |                                                            |
| SI-011       | Burbach       | Gambach                                         | 6,7273       |                                                            |
| SI-014       | Burbach       | Saukaute                                        | 2,3680       |                                                            |
| SI-015       | Burbach       | Atzelnhardt                                     | 3,5485       |                                                            |
| SI-043       | Burbach       | Gilsbachtal                                     | 60,0158      |                                                            |
| SI-044       | Burbach       | Sehmbach-Quellgebiet                            | 8,2835       |                                                            |
| SI-045       | Burbach       | Gellerswiese und Bruch                          | 9,6294       |                                                            |
| SI-046       | Burbach       | Mischebachtal                                   | 28,3204      |                                                            |
| SI-047       | Burbach       | Willenahle                                      | 5,6979       |                                                            |
| SI-048       | Burbach       | Unteres Buchhellertal                           | 33,5694      | NSG Unteres Buchhellertal                                  |
| SI-049       | Burbach       | Schwenner Hunsrück                              | 5,8427       |                                                            |
| SI-050       | Burbach       | Wasserscheide                                   | 4,5250       |                                                            |
| SI-051       | Burbach       | Burbacher Struth                                | 6,7731       |                                                            |
| SI-052       | Burbach       | Wetterbachtal                                   | 88,3806      |                                                            |
| SI-053       | Burbach       | Mückewies                                       | 97,2145      |                                                            |
| SI-054       | Burbach       | Oberes Buchhellertal                            | 18,4679      |                                                            |
| SI-055       | Burbach       | Fuchsstein                                      | 31,6690      |                                                            |
| SI-056       | Burbach       | Hasseln                                         | 24,7563      |                                                            |
| SI-057       | Burbach       | Lipper Höhe                                     | 16,2921      |                                                            |
| SI-058       | Burbach       | Hirtenwiese                                     | 2,5392       |                                                            |
| SI-059       | Burbach       | Rübgarten                                       | 129,9498     |                                                            |
| SI-060       | Burbach       | Unterm Kreuz                                    | 40,6093      |                                                            |
| SI-061       | Burbach       | Hirzgabel                                       | 7,3924       |                                                            |
| SI-062       | Burbach       | Buchhellerquellgebiet                           | 203,0137     |                                                            |
| SI-063       | Burbach       | Hainswinkel                                     | 21,5593      |                                                            |
| SI-064       | Burbach       | Steinnoch                                       | 25,7045      |                                                            |
| SI-065       | Burbach       | Grabland                                        | 40,1273      |                                                            |
| SI-066       | Burbach       | Caan                                            | 103,6375     |                                                            |
| SI-071       | Burbach       | Südliche Hellertalaue                           | 10,7784      |                                                            |
| SI-072       | Burbach       | Großer Stein                                    | 80,3017      |                                                            |
| SI-010       | Erndtebrück   | Auf der Struth                                  | 1,2638       |                                                            |
| SI-033       | Erndtebrück   | Zinser Bachtal                                  | 92,3525      |                                                            |
| SI-040       | Erndtebrück   | Elberndorfer Bachtal                            | 110,2487     |                                                            |
| SI-069       | Erndtebrück   | Niedermoor bei Birkefehl                        | 8,6065       |                                                            |
| SI-090       | Erndtebrück   | Rothaarkamm und Wiesentäler                     | 1174,7194    |                                                            |
| SI-091       | Erndtebrück   | Rothaarkamm am Grenzweg                         | 3839         |                                                            |
| SI-096       | Erndtebrück   | Eder zwischen Erndtebrück und Beddelhausen      | 176,0488     |                                                            |
| SI-123       | Erndtebrück   | Eder, LP Erndtebrück                            | 56,21        |                                                            |
| SI-073       | Freudenberg   | Magerwiesen bei Hohenhein                       | 2,2035       |                                                            |
| SI-074       | Freudenberg   | Gambachtal                                      | 21,2583      |                                                            |
| SI-075       | Freudenberg   | Plittersche                                     | 33,7232      |                                                            |
| SI-076       | Freudenberg   | Seelbachs- und Eulenbruchswald                  | 167,2551     |                                                            |
| SI-077       | Freudenberg   | Asdorfer Weiher                                 | 5,7827       | NSG Asdorfer Weiher                                        |
| SI-078       | Freudenberg   | Rödersche                                       | 9,5450       |                                                            |
| SI-079       | Freudenberg   | Süselberg                                       | 45,8583      |                                                            |
| SI-080       | Freudenberg   | Dirlenbachtal                                   | 16,3869      |                                                            |
| SI-081       | Freudenberg   | Richelsbach und Alche                           | 14,2712      |                                                            |
| SI-082       | Freudenberg   | Uebachtal                                       | 16,9440      | NSG Uebachtall                                             |
| SI-083       | Freudenberg   | Kirrberg                                        | 51,4759      |                                                            |
| SI-084       | Freudenberg   | Wending- und Peimbachtal                        | 22,9628      | NSG Wending- und Peimbachtal an der Talbrücke Büschergrund |
| SI-009       | Hilchenbach   | Dollenbruch (SI) (Dornbruch)                    | 1,1827       |                                                            |
| SI-033       | Hilchenbach   | Zinser Bachtal                                  | 92,3525      |                                                            |
| SI-040       | Hilchenbach   | Elberndorfer Bachtal                            | 110,2487     |                                                            |
| SI-090       | Hilchenbach   | Rothaarkamm und Wiesentäler                     | 1174,7194    |                                                            |
| SI-017       | Kreuztal      | Grubengelände und Wälder bei Burgholdinghausen  | 138,7648     |                                                            |
| SI-030       | Kreuztal      | Loher Tal                                       | 82,8539      |                                                            |
| SI-037       | Kreuztal      | Oberes Breitenbachtal                           | 19,6032      |                                                            |
| SI-085       | Kreuztal      | Elsbergsiepen                                   | 7,7728       |                                                            |
| SI-086       | Kreuztal      | Erzebachtal                                     | 5,0761       |                                                            |
| SI-087       | Kreuztal      | Berghäuser Bachtal                              | 13,3078      |                                                            |
| SI-002       | Netphen       | Birkenborn, Flurteil Sinderbach                 | 7,8521       |                                                            |
| SI-007       | Netphen       | Auerhahnwald                                    | 14,4793      | NSG Auerhahnwald                                           |
| SI-018       | Netphen       | Auenwald                                        | 13,9436      |                                                            |
| SI-019       | Netphen       | In der Hombach                                  | 1,5857       |                                                            |
| SI-036       | Netphen       | Birkenborn, Flurteil Eckstein                   | 6,8912       |                                                            |
| SI-001       | Neunkirchen   | Auf der Rothenbach                              | 1,8079       |                                                            |
| SI-034       | Neunkirchen   | Malscheid                                       | 26,3687      | NSG Mahlscheid                                             |
| SI-035       | Neunkirchen   | Wildenbachtal                                   | 20,5821      |                                                            |
| SI-039       | Neunkirchen   | Hellertal-Aue                                   | 16,7675      |                                                            |
| SI-094       | Neunkirchen   | Unteres Mischebachtal                           | 16,3607      |                                                            |
| SI-095       | Siegen        | Heiden und Magerrasen bei Trupbach              | 80,90        |                                                            |
| SI-104       | Siegen        | Großes und kleines Langenbachtal                | 39,00        |                                                            |
| SI-105       | Siegen        | Schlackenhalde „Monte Schlacko“                 | 13,00        |                                                            |
| SI-106       | Siegen        | Ruenthetal                                      | 3,30         |                                                            |
| SI-107       | Siegen        | Breitenbachtal                                  | 10,30        |                                                            |
| SI-108       | Siegen        | Schatthangwald am Kleff                         | 8,90         |                                                            |
| SI-012       | Wilnsdorf     | Ehemalige Grube „Neue Hoffnung“                 | 6,7871       |                                                            |
| SI-032       | Wilnsdorf     | Gernsdorfer Weidekämpe                          | 102,1035     |                                                            |
| SI-035       | Wilnsdorf     | Wildenbachtal                                   | 20,5821      |                                                            |
| SI-067       | Wilnsdorf     | Weißbachtal zwischen Wilgersdorf und Rudersdorf | 79,0102      |                                                            |
| SI-068       | Wilnsdorf     | Oberes Langenbachtal                            | 17,7270      |                                                            |